# Борбало
Борбало (груз. ბორბალო) — село в Грузии, на территории Тетрицкаройского муниципалитета края (мхаре) Квемо-Картли.

## География
Село находится в юго-восточной части Грузии, на правом берегу реки Китреулис-Хеви, на расстоянии приблизительно 22 километров (по прямой) к северо-востоку от города Тетри-Цкаро, административного центра муниципалитета. Абсолютная высота — 722 метра над уровнем моря.

## Население
По результатам официальной переписи населения 2014 года в Борбало проживало 248 человек (123 мужчины и 125 женщин). В национальной структуре населения грузины составляли 98,4 %.
| Год  | Население, человек |
| ---- | ------------------ |
| 2002 | 277                |
| 2014 | ↘ 248              |